# Ноймаген-Дгрон
Ноймаген-Дгрон (нім. Neumagen-Dhron) — громада в Німеччині, розташована в землі Рейнланд-Пфальц. Входить до складу району Бернкастель-Віттліх. Складова частина об'єднання громад Бернкастель-Кюс.
Площа — 16,28 км2. Населення становить 2313 ос. (станом на 31 грудня 2020).

## Галерея

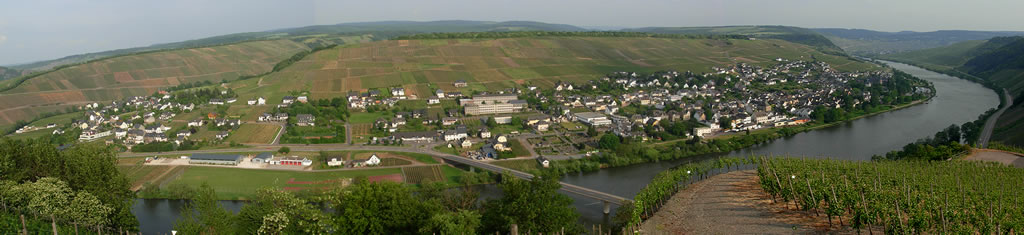
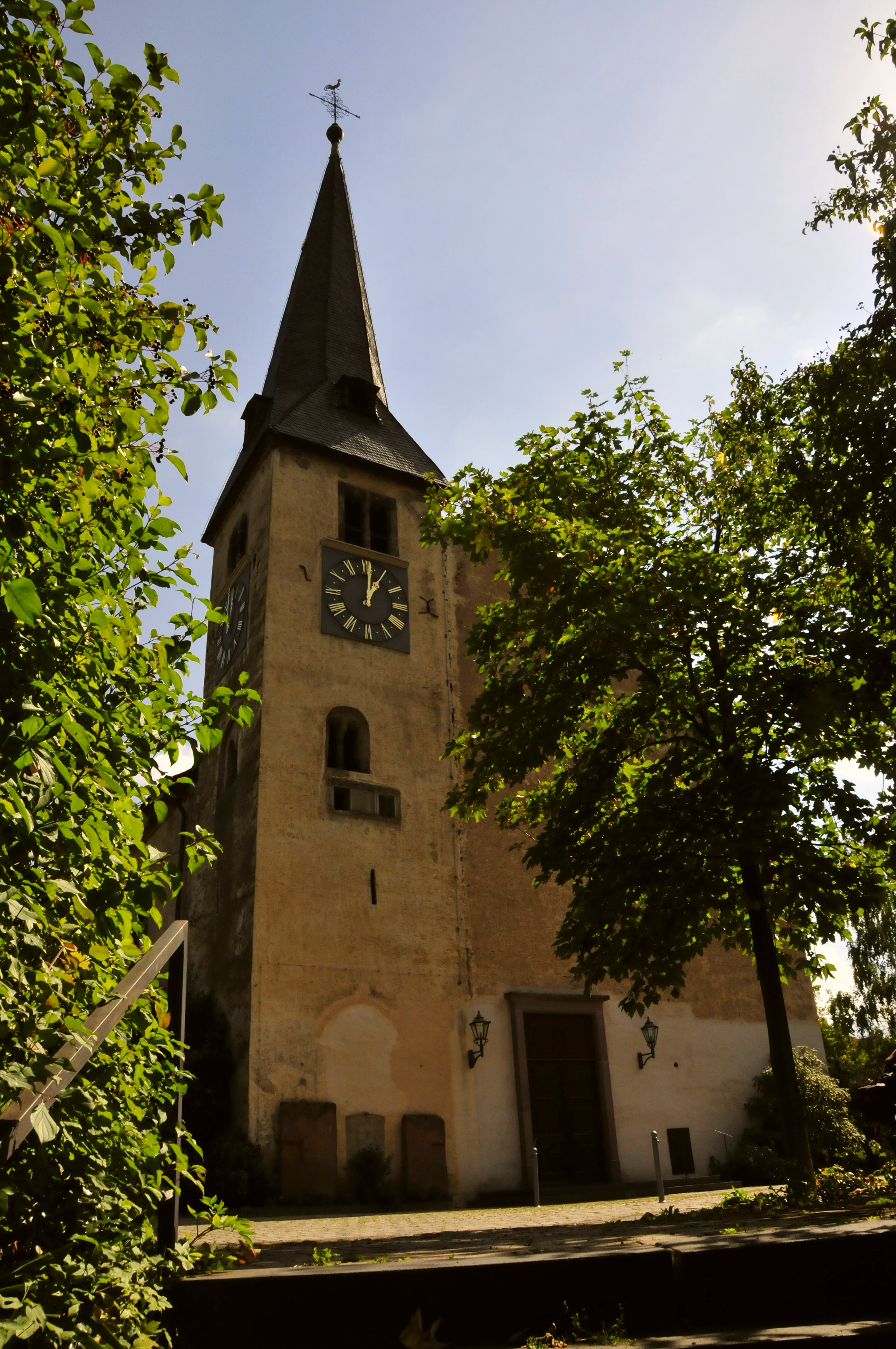
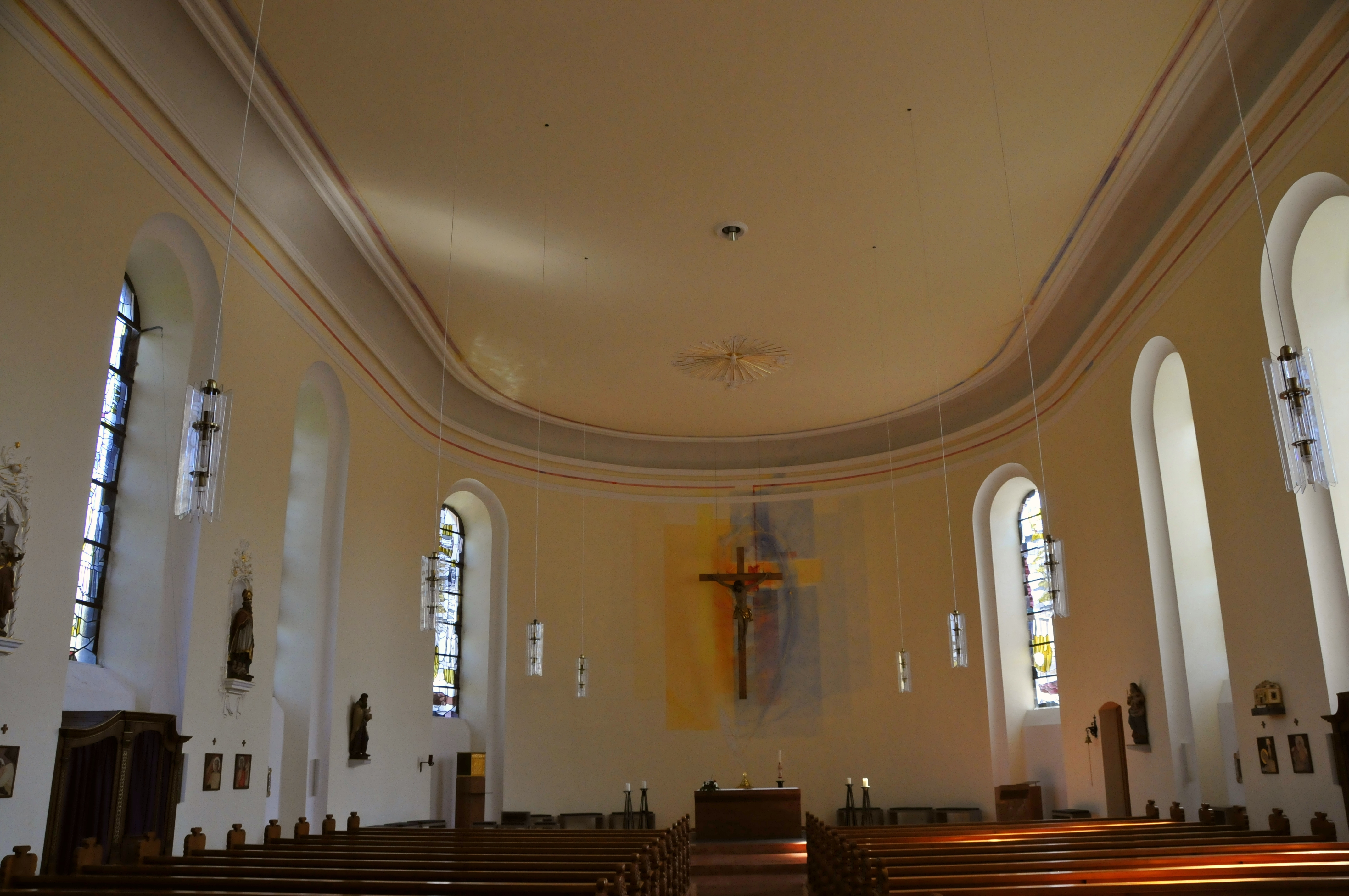